# ROKS Yang Man-chun
Le ROKS Yang Man-chun (DDH-973) est un destroyer de la marine de la république de Corée,  troisième navire de la classe Gwanggaeto le Grand. Il est nommé d’après Yang Manchun, le commandant de la forteresse d’Ansi dans les années 640, au royaume du Koguryo. La forteresse d'Ansi était située à la frontière entre le Goguryeo et la Chine de la dynastie Tang, probablement à l’emplacement de Haicheng aujourd’hui. Yang est parfois crédité d’avoir sauvé le royaume par sa défense réussie contre l'empereur de Chine Tang Taizong.

## Conception
Le KDX-I a été conçu pour remplacer les anciens destroyers de la ROKN qui lui avaient été transférés par l’United States Navy dans les années 1950 et 1960. On pensait qu’il s’agissait d’un tournant majeur pour la ROKN dans la mesure où le lancement du premier KDX-I signifiait que la ROKN avait enfin la capacité de projeter de la puissance loin de ses côtes. Après le lancement du navire, il y a eu un boom massif de la participation internationale sud-coréenne contre la piraterie et les opérations militaires autres que la guerre.

## Carrière
Le ROKS Yang Man-chun a été construit par Daewoo Shipbuilding & Marine Engineering, lancé le 30 septembre 1998 et mis en service le 29 juin 2000.

### RIMPAC 2008
Les ROKS Yang Man-chun et le ROKS Munmu le Grand ont participé à l'entraînement international Rim of the Pacific (RIMPAC) 2008 et ils faisaient partie du groupement tactique de l’USS Kitty Hawk (CV-63). La délégation coréenne comptait, outre les deux bâtiments de surface, le sous-marin de type 209 ROKS Yi Sun-sin.
Du 17 au 19 juillet, le ROKS Yang Man Choon et le ROKS Hwa Cheon (AOE-59), un navire rapide de soutien au combat, ont visité Vancouver, en Colombie-Britannique, dans le cadre de leur croisière d’entraînement de 2010.